# Robert Krupička
Robert Krupička, né le 10 novembre 1978, est un athlète tchèque spécialisé en course en montagne et en skyrunning. Il a remporté le titre de champion d'Europe de skyrunning 2011 sur l'épreuve de SkyRace.

## Biographie
Il commence la compétition en biathlon et devient champion junior de République tchèque en 1988. Il se retrouve sans entraîneur et sans support après son service militaire. Il délaisse ce sport et se met à l'athlétisme. Il continue cependant de pratiquer le ski de fond dans l'équipe nationale « B ». Son meilleur résultat en Coupe du monde est une neuvième place au relais 4 x 10 km à Nové Město le 19 janvier 2003.
Il prend part à sa première course en montagne, la course Janské Lázně-Černá hora, à 15 ans. Il termine 80e et 19e junior.
À partir de 2003, il se consacre presque exclusivement à la course en montagne. Il connaît une excellente saison et remporte la médaille d'argent aux championnats de République tchèque. Lors des Championnats d'Europe de course en montagne le 6 juillet à Trente, il tient résistance à Marco De Gasperi et profite de la défaillance de Raymond Fontaine dans les derniers kilomètres pour décrocher la médaille de bronze.
En 2005, il termine deuxième de Sierre-Zinal derrière Ricardo Mejía et remporte la victoire aux course du Grintovec, Hochfelln et Šmarna Gora. Il court son premier marathon à Wrocław et termine quatrième avec un temps de 2 h 17 min 47 s qui reste son record personnel sur cette distance. Il court ensuite le marathon de Monaco mais connaît ensuite des problèmes de santé et passe l'année 2006 à se soigner,. Il se concentre ensuite sur la course en montagne.
En 2009, il s'attaque aux distances plus longues. Il remporte sa première victoire à la SkyRace Valmalenco-Valposchiavo sur un parcours raccourci et termine troisième au marathon de la Jungfrau.
Le 12 juin 2011, il remporte sa seconde victoire sur la SkyRace Valmalenco-Valposchiavo qui accueille les championnats d'Europe de skyrunning. Il décroche ainsi le titre en SkyRace.
En 2012, il tente de se qualifier pour le marathon des Jeux olympiques d'été. Il prend le départ du marathon de Zurich mais voyant qu'il n'est pas en forme, il préfère abandonner et ainsi économiser ses forces pour tenter une nouvelle qualification au marathon de Prague qui ne lui réussit cependant pas. Cette même année, il court le Giir di Mont mais se retrouve à bout de forces en fin de parcours. Il n'abandonne pas et termine péniblement la course. Il termine treizième en 1 h 36 min 9 s.
Malgré son bon niveau, il court rarement en République tchèque qui offre peu de courses de montagne et où le niveau de compétitivité est plutôt faible. Il préfère courir ailleurs en Europe où le niveau est plus élevé. Néanmoins, il devient champion en 2017 en s'imposant à la course du Šerák.
Le 24 juin 2018, il termine deuxième aux championnats du monde de course en montagne longue distance et décroche l'or par équipes avec Jiří Čípa et Ondřej Fejfar.

## Palmarès

### Course en montagne
| no  | masculin           | Course                                                      | Longueur | Départ            | Temps           |
| --- | ------------------ | ----------------------------------------------------------- | -------- | ----------------- | --------------- |
| 3e  | Médaille de bronze | Championnats d'Europe de course en montagne                 | 13,5 km  | 6 juillet 2003    | 1 h 7 min 31 s  |
| 3e  | Médaille de bronze | Course de Schlickeralm                                      | 11,2 km  | 3 août 2003       | 1 h 1 min 36 s  |
| 2e  | Médaille d'argent  | Championnats de République tchèque de course en montagne    | 8,6 km   | 9 août 2003       | 34 min 47 s     |
| 2e  | Médaille d'argent  | Challenge Stellina                                          | 14,4 km  | 24 août 2003      | 1 h 20 min 33 s |
| 4e  | 4e                 | Championnats d'Europe de course en montagne                 | 10,3 km  | 4 juillet 2004    | 45 min 17 s     |
| 3e  | Médaille de bronze | Course de montagne du Grossglockner                         | 13,3 km  | 18 juillet 2004   | 1 h 15 min 19 s |
| 2e  | Médaille d'argent  | Course de montagne du Grintovec                             | 9,6 km   | 25 juillet 2004   | 1 h 21 min 14 s |
| 1re | Médaille d'or      | Course de montagne du Kitzbüheler Horn                      | 12,9 km  | 22 août 2004      | 1 h 0 min 31 s  |
| 3e  | Médaille de bronze | Mount Kinabalu Climbathon                                   | 21 km    | 2 octobre 2004    | 2 h 42 min 57 s |
| 5e  | 5e                 | Championnats d'Europe de course en montagne                 | 12,95 km | 10 juillet 2005   | 1 h 13 min 10 s |
| 1re | Médaille d'or      | Course de montagne du Grintovec                             | 9,6 km   | 24 juillet 2005   | 1 h 19 min 7 s  |
| 2e  | Médaille d'argent  | Sierre-Zinal                                                | 31 km    | 14 août 2005      | 2 h 34 min 29 s |
| 1re | Médaille d'or      | Course de montagne du Hochfelln                             | 8,9 km   | 25 septembre 2005 | 44 min 24 s     |
| 1re | Médaille d'or      | Course de Šmarna Gora                                       | 9,2 km   | 29 octobre 2005   | 39 min 56 s     |
| 3e  | Médaille de bronze | Course de montagne du Ranch Obudu                           | 11,25 km | 27 novembre 2005  | 49 min 27 s     |
| 4e  | 4e                 | Sierre-Zinal                                                | 31 km    | 12 août 2007      | 2 h 45 min 18 s |
| 2e  | Médaille d'argent  | Course de Šmarna Gora                                       | 9,2 km   | 6 octobre 2007    | 42 min 0 s      |
| 3e  | Médaille de bronze | Course de montagne du Grossglockner                         | 13,3 km  | 20 juillet 2008   | 1 h 12 min 47 s |
| 2e  | Médaille d'argent  | Sierre-Zinal                                                | 31 km    | 10 août 2008      | 2 h 35 min 44 s |
| 3e  | Médaille de bronze | Mémorial Partigiani Stellina                                | 14,4 km  | 24 août 2008      | 1 h 21 min 6 s  |
| 2e  | Médaille d'argent  | Course de Šmarna Gora                                       | 9,2 km   | 4 octobre 2008    | 40 min 57 s     |
| 3e  | Médaille de bronze | Montée du Grand Ballon                                      | 13,2 km  | 21 mai 2009       | 1 h 2 min 3 s   |
| 1re | Médaille d'or      | SkyRace Valmalenco-Valposchiavo                             | 20 km    | 21 mai 2009       | 1 h 49 min 54 s |
| 3e  | Médaille de bronze | Course de montagne du Grossglockner                         | 13,3 km  | 19 juillet 2009   | 1 h 11 min 33 s |
| 1re | Médaille d'or      | Course de montagne du Grintovec                             | 9,6 km   | 26 juillet 2009   | 1 h 17 min 5 s  |
| 5e  | 5e                 | Sierre-Zinal                                                | 31 km    | 9 août 2009       | 2 h 39 min 7 s  |
| 3e  | Médaille de bronze | Marathon de la Jungfrau                                     | 42,2 km  | 5 septembre 2009  | 3 h 0 min 38 s  |
| 2e  | Médaille d'argent  | Course de Šmarna Gora                                       | 10 km    | 3 octobre 2009    | 40 min 9 s      |
| 2e  | Médaille d'argent  | Course de Schlickeralm                                      | 11,2 km  | 25 juillet 2010   | 1 h 2 min 38 s  |
| 3e  | Médaille de bronze | Sierre-Zinal                                                | 31 km    | 8 août 2010       | 2 h 38 min 4 s  |
| 3e  | Médaille de bronze | Course de montagne du Hochfelln                             | 8,9 km   | 26 septembre 2010 | 44 min 21 s     |
| 3e  | Médaille de bronze | Course de Šmarna Gora                                       | 10 km    | 3 octobre 2009    | 42 min 45 s     |
| 1re | Médaille d'or      | Championnats d'Europe de skyrunning - SkyRace               | 31 km    | 12 juin 2011      | 2 h 39 min 59 s |
| 10e | 10e                | Championnats d'Europe de course en montagne                 | 12 km    | 10 juillet 2011   | 1 h 1 min 26 s  |
| 3e  | Médaille de bronze | Course de montagne du Grintovec                             | 5,9 km   | 26 juillet 2011   | 46 min 8 s      |
| 3e  | Médaille de bronze | Marathon de la Jungfrau                                     | 42,2 km  | 10 septembre 2011 | 3 h 2 min 43 s  |
| 1re | Médaille d'or      | SkyRace Lodrino-Lavertezzo                                  | 13,5 km  | 3 juin 2012       | 1 h 27 min 34 s |
| 1re | Médaille d'or      | SkyRace Valmalenco-Valposchiavo                             | 16 km    | 10 juin 2012      | 1 h 20 min 40 s |
| 10e | 10e                | Championnats d'Europe de course en montagne                 | 12,2 km  | 8 juillet 2012    | 51 min 45 s     |
| 7e  | 7e                 | Championnats d'Europe de course en montagne                 | 11,8 km  | 12 mai 2013       | 58 min 52 s     |
| 2e  | Médaille de bronze | Fletta Trail                                                | 21 km    | 28 juillet 2013   | 1 h 29 min 17 s |
| 4e  | 4e                 | Marathon de la Jungfrau                                     | 42,2 km  | 14 septembre 2013 | 3 h 0 min 48 s  |
| 9e  | 9e                 | Championnats d'Europe de course en montagne                 | 11,85 km | 4 juillet 2015    | 1 h 4 min 41 s  |
| 10e | 10e                | Championnats d'Europe de course en montagne                 | 12,31 km | 2 juillet 2016    | 55 min 43 s     |
| 1re | Médaille d'or      | SkyRace Lodrino-Lavertezzo                                  | 21 km    | 10 juillet 2016   | 2 h 50 min 59 s |
| 1re | Médaille d'or      | Championnats de Tchéquie de course en montagne              | 9,5 km   | 20 mai 2017       | 41 min 33 s     |
| 5e  | 5e                 | Livigno SkyMarathon                                         | 34 km    | 18 juin 2017      | 4 h 5 min 24 s  |
| 1re | Médaille d'or      | SkyRace Alta Valtellina                                     | 20,8 km  | 25 juin 2017      | 1 h 33 min 14 s |
| 5e  | 5e                 | Championnats du monde de course en montagne longue distance | 32 km    | 6 août 2017       | 3 h 25 min 40 s |
| 2e  | Médaille d'argent  | Championnats du monde de course en montagne longue distance | 36 km    | 24 juin 2018      | 2 h 40 min 55 s |

### Route
| Année | Compétition                       | Lieu        | Place | Épreuve  | Temps           |
| ----- | --------------------------------- | ----------- | ----- | -------- | --------------- |
| 2005  | Marathon de Wrocław               | Wrocław     | 4e    | Marathon | 2 h 17 min 47 s |
| 2005  | Marathon de Monaco et des Riviera | Monte Carlo | 8e    | Marathon | 2 h 25 min 48 s |
| 2011  | Marathon de Prague                | Prague      | 18e   | Marathon | 2 h 20 min 2 s  |
| 2012  | Marathon de Prague                | Prague      | 16e   | Marathon | 2 h 18 min 52 s |
| 2015  | Marathon de Prague                | Prague      | 17e   | Marathon | 2 h 25 min 20 s |
| 2016  | Marathon de Prague                | Prague      | 16e   | Marathon | 2 h 24 min 56 s |

## Records
| Épreuve       | Performance     | Date              | Lieu        |
| ------------- | --------------- | ----------------- | ----------- |
| 3 000 mètres  | 8 min 40 s 7    | 13 août 2003      | Pardubice   |
| 10 000 mètres | 31 min 18 s 82  | 19 juillet 2002   | Ostrava     |
| 5 kilomètres  | 16 min 23 s     | 23 septembre 2007 | Vysoké Mýto |
| 10 kilomètres | 31 min 8 s      | 12 mars 2012      | Pečky       |
| 15 kilomètres | 50 min 18 s     | 10 mai 2015       | Choceń      |
| Semi-marathon | 1 h 7 min 1 s   | 27 avril 2008     | Merano      |
| Marathon      | 2 h 17 min 47 s | 24 avril 2005     | Wrocław     |